# Aonyx
Loutres à joues blanches
Genre
Les loutres à joues blanches (Aonyx) sont un genre de loutres de la famille des Mustélidés. Si la loutre du Cap ne se rencontre à l'état sauvage qu'en Afrique, la loutre cendrée, quant à elle, n'est présente qu'en Asie.
Une espèce disparue (Aonyx antiqua) a vécu en Europe dont en France jusque dans le précédent interglaciaire. Comme leur nom l'indique, ces loutres sont dépourvues de griffes. 

## Classification
Le genre a été décrit pour la première fois en 1827 par le zoologiste français René Primevère Lesson (1794-1849).
Ce genre est monophylétique et semble avoir une proche parenté avec les loutres américaines du genre Lontra.
Il était traditionnellement composé de trois espèces, mais la loutre du Congo (anciennement Aonyx congicus Lönnberg, 1910) ne serait qu'une sous-espèce d'Aonyx capensis et le genre monotypique Amblonyx - où était classée l'espèce Amblonyx cinereus - est désormais considéré comme étant un synonyme.

## Tableau des espèces acceptées
| Nom binominal  | Auteur  | Année | Nom commun              | Photo |
| -------------- | ------- | ----- | ----------------------- | ----- |
| Aonyx capensis | Schinz  | 1821  | Loutre à joues blanches |       |
| Aonyx cinereus | Illiger | 1815  | Loutre cendrée          |       |

### Bases de référence
- (en) Animal Diversity Web : Aonyx (consulté le 21 mai 2013)
- (en) Catalogue of Life : Aonyx Lesson, 1827 (consulté le 11 décembre 2020)
- (fr + en) ITIS : Aonyx  Lesson, 1827 (consulté le 21 mai 2013)
- (en) Mammal Species of the World (3e  éd., 2005) :  Aonyx   Lesson, 1827 (consulté le 21 mai 2013)
- (en) NCBI : Aonyx (taxons inclus) (consulté le 21 mai 2013)
- (en) Paleobiology Database : Aonyx  Lesson 1827 (consulté le 21 mai 2013)
- (en) UICN : taxon  Aonyx  (consulté le 6 janvier 2023)
- (en) WoRMS : Aonyx Lesson, 1827 (+ liste espèces) (consulté le 21 mai 2013)

### Autres liens externes
- Van Zyll de Jong C.G. (1987) A phylogenetic study of the Lutrinae (Carnivora; Mustelidae) using morphological data, Canadian Journal of Zoology no 65.